# 가와나역 (시즈오카현)
가와나역(일본어: 川奈駅、かわなえき)은 일본 시즈오카현 이토시 가와나 1215번지의 7 에 있는 이즈 급행 이즈 급행선의 역이다. 상대식 승강장 2면 2선을 가진 지상역이다. 역번호는 IZ03.

## 역 구조
| 1 | ■ 이즈 급행선 | 하행 | 이즈큐시모다 방면  |
| 2 | ■ 이즈 급행선 | 상행 | 이토 · 아타미 방면 |

## 갤러리

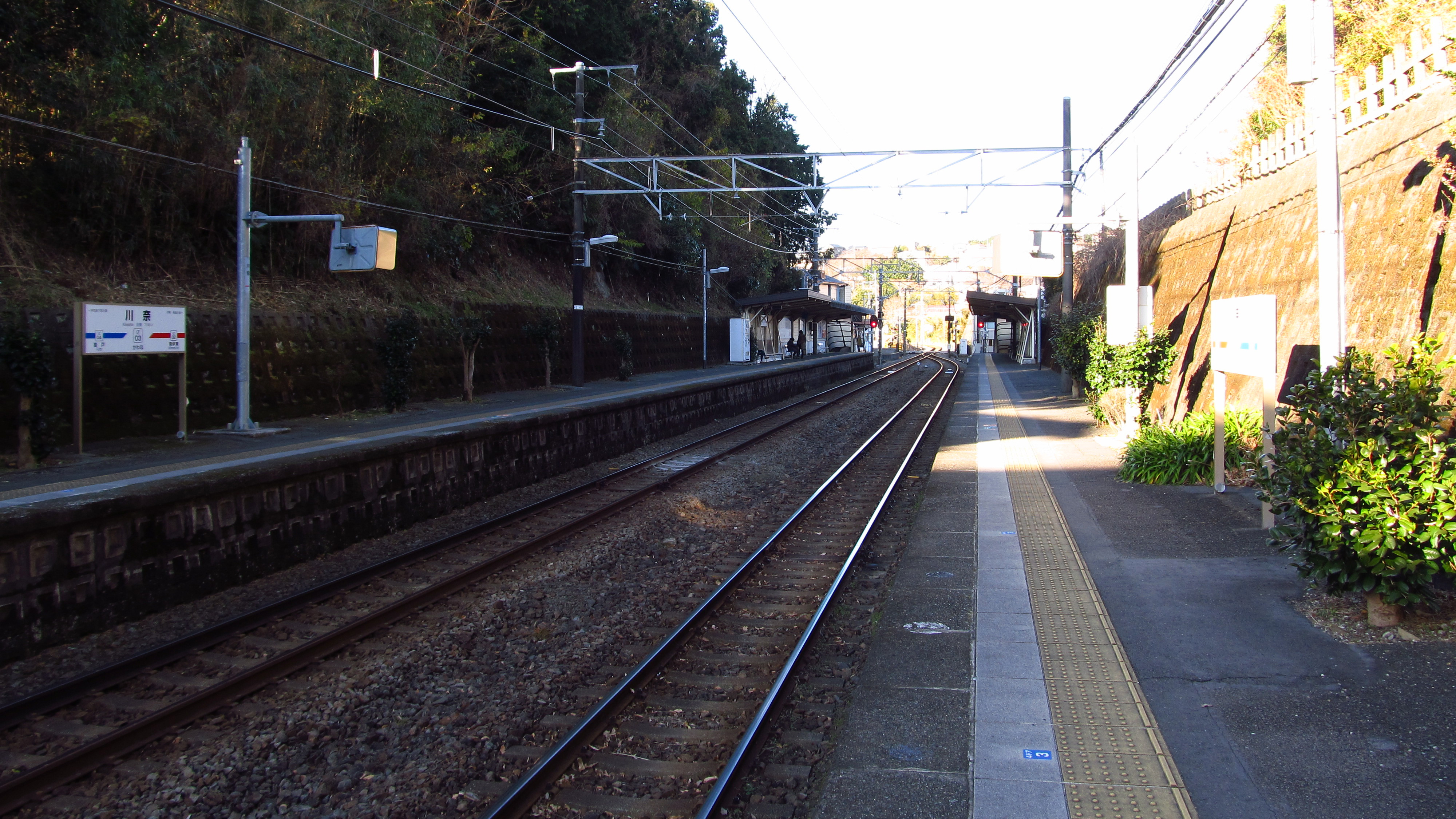
승강장
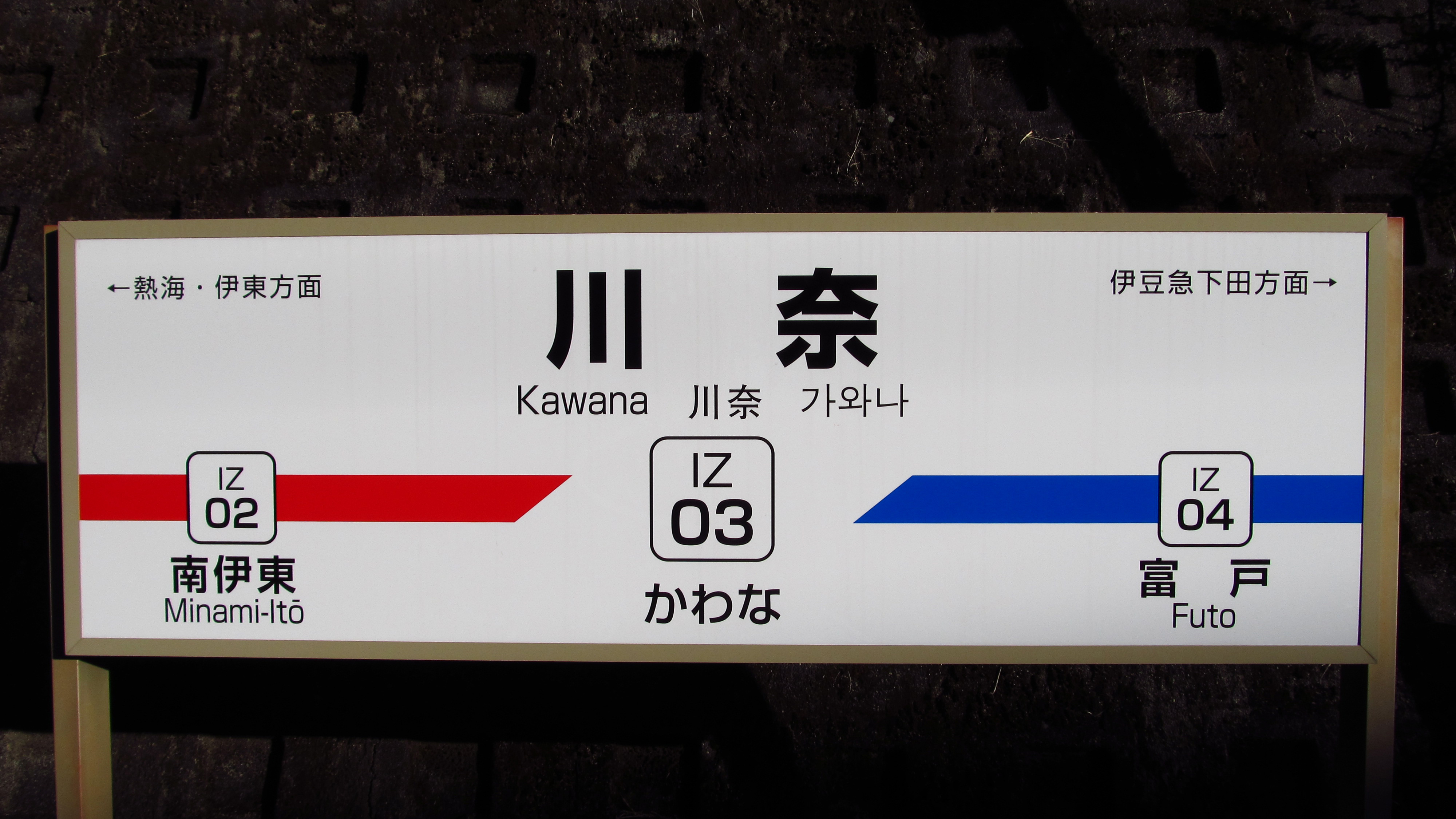
역명판

## 인접역
| 이즈 급행 이즈 급행선 | 이즈 급행 이즈 급행선 | 이즈 급행 이즈 급행선  |
| --------------------- | --------------------- | ---------------------- |
| 미나미이토 이토 방면  | ■ 이즈 급행선         | 후토 이즈큐시모다 방면 |